# Dyssodia
Dyssodia é um género botânico pertencente à família Asteraceae.

## Espécies
- Dyssodia papposa
- Dyssodia tenuiloba